# WTA Challenger Series 2012
In der folgenden Tabelle werden die Turniere der professionellen Damentennis-Saison 2012 der WTA Challenger Series dargestellt.

## Turnierplan
| Datum  | Ort    | Turnier                    | Preisgeld | Belag          | Sieger Einzel       | Sieger Doppel                           |
| ------ | ------ | -------------------------- | --------- | -------------- | ------------------- | --------------------------------------- |
| 27.10. | Taipeh | OEC Taipei WTA Ladies Open | $ 125.000 | Hartplatz (i)1 | Kristina Mladenovic | Chan Hao-ching Kristina Mladenovic      |
| 04.11. | Pune   | Royal Indian Open          | $ 125.000 | Hartplatz      | Elina Switolina     | Nina Brattschikowa Oksana Kalaschnikowa |

- 1 Das Kürzel „(i)“ (= indoor) bedeutet, dass das betreffende Turnier in einer Halle ausgetragen wird.